# Playa salvaje
Playa salvaje es una telenovela chilena dirigida por Óscar Rodríguez, producida por Canal 13 y transmitida desde el 28 de julio hasta el 19 de diciembre de 1997, reemplazando a Eclipse de luna y siendo sucedida por Amándote.

## Argumento
Mariano Acuña (Cristián Campos) es un piloto comercial viudo, padre de una pequeña hija, el cual se debate entre el amor de Javiera Huidobro (Catalina Pulido), una gerente de una prestigiosa compañía discográfica llamada Orbital Records, pero que a su vez esconde su origen humilde, y de Deborah Meneses (Alejandra Herrera), una sencilla y despreocupada joven oriunda de Lota que es exactamente igual a su esposa, quien falleció en circunstancias que perturbarán a Mariano por siempre.
Javiera, a su vez, se debate entre el amor de Mariano y el de Emilio (Juan Pablo Sáez) un joven surfista iquiqueño, de quien se enamora a primera vista durante sus vacaciones en la nortina ciudad.

## Elenco
- Cristián Campos como Mariano Acuña O'Reilly
- Catalina Pulido como Javiera Huidobro
- Juan Pablo Sáez como Emilio Fernández
- Alejandra Herrera como Deborah Meneses
- Francisca Merino como Camila Aguirre Ossandón
- Walter Kliche como Edmundo Ossandón Venturi
- Eliana Vidal como Matilde Aldunate Larragaña
- Patricio Achurra como Ricardo Aguirre Fonck
- Ana María Martínez como Gabriela Ossandón Aldunate
- Catalina Guerra como Paulina Cáceres Cáceres / Ossandón Cáseres
- Sandra O'Ryan como Carla Cummings
- Willy Semler como Renato Santa María
- María Izquierdo como María Eugenia "Quena" Negrete
- Gonzalo Robles como Juan Carlos Cárcamo
- Soledad Pérez como Noelia Cáceres
- Lucy Salgado como Luna Cáceres
- Jorge Yáñez como Arturo Fernández
- Nelly Meruane como Silvia O'Reilly
- Gabriela Medina como Violeta Chávez "Cabeza de Piure"
- Valentina Pollarolo como Paola Cárcamo
- Catalina Saavedra como Susana Cáceres
- Amaya Forch como Fabiola Acosta
- Aranzazú Yankovic como Esperanza Aravena
- Myriam Palacios como Lidia Meneses
- Teresita Reyes como Myriam
- Jorge Zabaleta como Ignacio San Martín
- Jaime Mondría como Leopoldo "Polo" Ventura
- Marko Fabjanovic como Sebastián Aguirre Ossandón
- Freddy Araya como Alejandro "Jano" Cárcamo
- Nicole Gubin como Marjorie Toro
- Isabel Jara como Mónica Martin
- Isabel Castillo como Antonia Trincado
- Vasco Moulian como Héctor "Tito" Urzúa
- Pablo Macaya como Enrique "Kike" Tapia
- Felipe Castro como Nicolás Ochagavía
- Mabel Farías como Diana Valenzuela
- Aldo Parodi como Martín Acosta
- Patricia Irribarra como Gladys Delgado.
- Luis Dubó como Erik.
- Moira Miller como Gretel Parker Araya.
- María José Ruiz-Tagle como Leonora "Leo" Acuña Solar.
- Consuelo Castillo como Edna.
- Soledad Guerrero como Samantha.
- Claudia Cornejo como Karen Daniels.
- Griselle Gómez como Maritza.
- Claudia Hidalgo como Solange Valenzuela.
- Carina Radonich como Roberta Tarragona.
- Emilio García como Lautaro.
- Jean Pierre Beaujanot como Jean Claude.
- Maya Zilvetti como Lulú Santibáñez.
- Claudia Mena como Andrea Villanueva.

## Participaciones
- Alex Zissis como Adolfo "Fito" Ossandón Aldunate.
- Luz Croxatto como Sheila Chester.
- Felipe Ríos como "El Trip".
- Nicolás Allende como Raimundo "Randy" Cummings.

## Equipo
- Dirección de Producción Canal 13: Ruby Anne Gumpertz
- Dirección de Área Dramática Canal 13: Nené Aguirre
- Guion: Pablo Illanes
- Dirección general: Óscar Rodríguez
- Producción general: Javier Larenas Peñafiel
- Dirección de Unidad: Eduardo Pinto
- Coordinación de Producción: Pedro Neol
- Edición: Javier Kappes

## Impacto mediático
Fue estrenada en horario vespertino con 99 capítulos emitidos de lunes a viernes a las 20:00 horas, transformándose en un gran suceso de sintonía, logrando un índice de audiencia de 32,7 puntos de rating, superando los 30,5 puntos de promedio de Trampas y caretas (1992) de Televisión Nacional de Chile, que hasta entonces era la telenovela más vista del People Meter. Playa Salvaje superó ampliamente en su horario a Tic tac de TVN y Santiago city de Megavisión. Debido al éxito, Playa salvaje tuvo un spin-off bajo el título de Los Cárcamo, centrado en los personajes de Gonzalo Robles, María Izquierdo y Valentina Pollarolo, con segunda y tercera temporada estrenadas en 1998 y 1999.
Dentro de sus personajes secundarios destacaron Ana María Martínez personificando a la gran villana de la teleserie, la malvada Gabriela, María Izquierdo, como Quenita, uno de sus mejores trabajos en televisión y Gabriela Medina, como la extravagante vendedora de artesanía Violeta, más conocida como la Cabeza de Piure por su extravagante peinado rizado.

## Banda sonora
- 1. Claudio Carrizo - Aventura Es Mi Vida
- 2. Miguel Bosé - Amor Eterno
- 3. Paolo Meneguzzi - Golpes Bajos
- 4. Gabriel Carámbula y Fito Páez - Brilla El Sol
- 5. Jamie Walters - Que No Haría Yo Por Ti
- 6. Diego Torres - Quise Olvidar
- 7. Sebasthian - Al Caer La Noche
- 8. Paolo Meneguzzi - Por Amor
- 9. Soda Stereo - Ella Usó Mi Cabeza Como Un Revólver
- 10. Aterciopelados - Cosita Seria
- 11. Los Pericos - No Me Pares
- 12. Lydia - De La Amistad Al Amor
- 13. Olodum - Bora Bora
- 14. Claudio Carrizo - Aventura Es Mi Vida (Mix)
- 15. Soda Stereo - Entre caníbales

### Al Ritmo de Playa Salvaje
- 1. La Peste - Playa Salvaje
- 2. Andrés Calamaro - Flaca
- 3. Santo Barrio - Tony Manero
- 4. McSkeey - Pensando En Ti
- 5. Paolo Meneguzzi - Eres El Fin Del Mundo
- 6. Sebasthian - Ritmo De Garage
- 7. Amaya Forch - Yo No Soy Esa
- 8. García - Bamboleo
- 9. Minicanos - Whop! Donde Están Las Mujeres
- 10. El Cartel - Dale Con La Cintura
- 11. Liberados - Me Gustan Las Mujeres
- 12. Latyn Boyzz - Quiero Hacerte Mover
- 13. Los Alfa - Búscate Otra

### Otros
- Laura Pausini - Escucha A Tu Corazón (The Remixes)
- No Doubt - Don't Speak
- Phil Collins - No Matter Who
- Alejandra Guzmán - Toda La Mitad
- Mr President - Jojo Action
- Jocelyn Enríquez - Do You Miss Me (Energybox Mix)
- Mr President - I Give You My Heart
- Princessa - Anyone But You
- Machito Ponce - Mi Nombre es Machito (Hot Mix)
- Amber - This is Your Night (Berman Bros Mix)
- Mr President- Show Me The Way
- TNT- All I Wanna I Do
- DJ Bobo - Love Is the Price